# Dongfeng Nissan
Dongfeng Nissan, nome commerciale di Dongfeng Motor Company Limited (东风汽车有限公司S, DFL), è un'azienda automobilistica cinese con sede a Wuhan. È una joint venture paritaria tra Dongfeng Motor Group e Nissan Motor. Produce autovetture con il marchio Nissan e veicoli commerciali con il marchio Dongfeng.